# Resolutie 1422 Veiligheidsraad Verenigde Naties
Resolutie 1422 van de Veiligheidsraad van de Verenigde Naties werd unaniem door de VN-Veiligheidsraad aangenomen op 12 juli 2002.
Deze resolutie, van de hand van de Verenigde Staten, werd aangenomen
nadat de VS ermee dreigden alle verlengingen van vredesmissies te blokkeren tenzij Amerikaanse staatsburgers gevrijwaard werden van vervolging door het Internationaal Strafhof.

## Inhoud

### Waarnemingen
Op 1 juli 2002 was het statuut van het Internationaal Strafhof van kracht geworden.
Niet alle landen maakten deel uit van dit statuut. Diverse landen bleven internationale misdaden binnen hun nationale jurisdictie behandelen.

### Handelingen
De resolutie verzocht het Strafhof zaken die betrekking hebben op VN-vredesoperaties, en waarbij personeel is betrokken van een land dat geen partij is bij het statuut van het Strafhof, gedurende 12 maanden niet te onderzoeken of te vervolgen, tenzij op verzoek van de Veiligheidsraad.

## Nasleep
De resolutie had een geldigheidsduur van 1 jaar vanaf 1 juli 2002, en is op 12 juni 2003 voor weer een jaar verlengd door middel van resolutie 1487. Echter, in 2004 rezen er in de Veiligheidsraad te veel bezwaren als gevolg van het bekend worden van martelingen van Iraakse gevangenen in de Abu Ghraib-gevangenis. De Verenigde Staten zagen vervolgens van verdere verlenging af.

## Verwante resoluties
- Resolutie 1487 Veiligheidsraad Verenigde Naties (2003)

Lijst ·  1387 ·  1388 ·  1389 ·  1390 ·  1391 ·  1392 ·  1393 ·  1394 ·  1395 ·  1396 ·  1397 ·  1398 ·  1399 ·  1400 ·  1401 ·  1402 ·  1403 ·  1404 ·  1405 ·  1406 ·  1407 ·  1408 ·  1409 ·  1410 ·  1411 ·  1412 ·  1413 ·  1414 ·  1415 ·  1416 ·  1417 ·  1418 ·  1419 ·  1420 ·  1421 ·  1422 ·  1423 ·  1424 ·  1425 ·  1426 ·  1427 ·  1428 ·  1429 ·  1430 ·  1431 ·  1432 ·  1433 ·  1434 ·  1435 ·  1436 ·  1437 ·  1438 ·  1439 ·  1440 ·  1441 ·  1442 ·  1443 ·  1444 ·  1445 ·  1446 ·  1447 ·  1448 ·  1449 ·  1450 ·  1451 ·  1452 ·  1453 ·  1454